# Alexander Berzin
Alexander Berzin (Paterson, 10 de diciembre de 1944) es un pensador y escritor budista, traductor y maestro enfocado en la tradición tibetana.

## Trabajo
De 1969 a 1998, residió principalmente en Dharamsala, India, inicialmente con una beca Fulbright, estudiando y practicano con maestros de las cuatro tradiciones del Budismo Tibetano. 
Su principal maestro fue Tsenzhab Serkong Rinpoche, el principal compañero de debate y tutor asistente de Su Santidad el XIV dalái lama. Berzin fungió como su intérprete y secretario por nueve años, acompañándolo en diversos tours mundiales. Ocasionalmente también actuó como traductor de Dharma para Su Santidad el Dalái lama. 
En este momento, Berzin reside en la ciudad de Berlín, Alemania.